# 1891 en science-fiction
| Années de la science-fiction : 1888 - 1889 - 1890 - 1891 - 1892 - 1893 - 1894    |
| Décennies de la science-fiction : 1860 - 1870 - 1880 - 1890 - 1900 - 1910 - 1920 |

L'année 1891 a connu, en matière de science-fiction, les faits suivants. 

## Naissances et décès

### Naissances
- 6 août : Ludwig Dexheimer, écrivain allemand, mort en 1966.
- 21 décembre : Malcolm Jameson, écrivain américain, mort en 1945.

## Parutions littéraires

### Romans
- Les Aventures extraordinaires d'un savant russe (3e partie, Les Planètes géantes et les comètes) par Georges Le Faure et Henry de Graffigny.
- Le Vingtième Siècle. La vie électrique par Albert Robida.

### Nouvelles
- La Journée d'un journaliste américain en 2889 par Jules Verne, parue en anglais en 1889, puis en français en 1890 sous le titre La Journée d'un journaliste américain en 2890, est de nouveau reprise sous ce dernier titre dans Le Petit Journal (supplément illustré) du 29 août 1891.